# أبراهام لينكولن والعبودية
يُعد موقف أبراهام لينكولن من العبودية في الولايات المتحدة الأمريكية أحد أكثر الجوانب التي نوقشت في حياته. غالبًا ما أعرب لينكولن عن معارضته الأخلاقية للعبودية في الأماكن العامة والخاصة. قال لينكولن في عبارة باتت شهيرة اليوم «أنا بطبيعة الحال مناهض للعبودية، إن لم تكن العبودية خطأ، فلا شيء خطأ». «لا أتذكر متى لم يكن هذا رأيي وما أشعر به». وعلى الرغم من ذلك، كانت مسألة ما كان ينبغي فعله حيال العبودية وكيفية إنهائها، نظرًا إلى كونها جزءًا لا يتجزأ من الإطار الدستوري للأمة وفي اقتصاد معظم أنحاء البلاد، مسألة معقدة وصعبة سياسيًا. إضافة إلى ذلك، برز سؤال لم تطرح إجابه عليه، وكان يترتب على لينكولن التعامل معه، حول ما سيحدث للأربعة ملايين من العبيد حين ينالون حريتهم، وكيف ستوفر حاجياتهم في مجتمع كان قد رفضهم لمدة طويلة، وكان ينظر باحتقار إلى وجودهم.
في أوائل خمسينيات القرن التاسع عشر، تعرض لينكولن لهجوم من قبل أحد الإبطاليين، إلا أنه في حين دعا دبليو. إم لويد غاريسون، في صحيفة ليبريتر، إلى جانب مجموعة صغيرة ولكن متزايدة من الإبطاليين، إلى الإلغاء التام والفوري للعبودية («النزعة الفورية»)، انصب تركيز لينكولن على الهدف الأكثر عملية في الحيلولة دون إقامة ولايات جديدة مستعبدة وبشكل خاص عرقلة امتداد العبودية إلى أقاليم غربية جديدة. شدد العديد من الإبطاليين على إثم الملاك الأفراد وفي حين أنهم أدانوا بالفعل مؤسسة العبودية، فإن لينكولن لم يقم بإدانتها. تزوج لينكولن ماري تود لينكولن، ابنة مالك عبيد من من كنتاكي.
دعم لينكولن حظر العبودية في الأقاليم عبر شرط فيلموت الذي لم يحقق نتائجه المرجوة في أربعينيات القرن التاسع عشر. كانت نشاطاته في خمسينيات القرن التاسع عشر ردًا على قانون نيبراسكا كانساس لعام 1854 الذي أعدّه خصمه اللدود، سيناتور إيونيس ستفين إيه. دوغلاس. مثّل القانون ابتعادًا راديكاليًا عن القانون السابق لتسوية ميزوري لعام 1820، الذي منع بشكل صارم العبودية من كل الولايات الجديدة الواقعة على خط العرض 30 36 شمالًا (باستثناء ميزوري). اقترح لينكولن أنه في حال أتيح للعبودية أن تمتد فإنها ستعيق العمل الحر من إيجاد أسس راسخة في الولايات الجديدة وأنه، نتيجة لذلك، سرعان ما ستصبح الأمة بأسرها تحت سيطرة أكبر لملاك العبيد.
بعد تقلده لمنصب الرئيس، أنهى لينكولن العبودية في مقاطعة كولومبيا عام 1862، بعد دفع تعويضات جزئية للملاك، حين بات تحقيق أهداف الإبطاليين ممكنًا بعد الانفصال عن الأعضاء الجنوبيين في الكونغرس بداية الحرب الأهلية. في حين أنه شجعها، لم يتمكن لينكولن من إجبار الولايات الحدودية بشكل مباشر على إلغاء العبودية خلال الحرب الأهلية وكان يتخوف بشكل مبرر من أنها، في حال فعل ذلك، ستخرج من الاتحاد وستنضم إلى الولايات الجنوبية، وأن ذلك سيفضي بالشمال إلى خسارة الأهلية وتواصل العبودية. 
في حركة بالغة الأهمية استخدم لينكولن منصبه كقائد للأركان لإصدار إعلان تحرير العبيد، الذي بات ساري المفعول في 1 يناير 1863، بعد أن انتظر تحقيق الشمال للنصر في معركة أنتيتام الهامة لإصدار الإعلان. تحت ستار تدبير عسكري، منح الإعلان الحرية للأبد لجميع العبيد في المناطق الكونفدرالية بموجب القانون الأمريكي اعتبارًا من تلك اللحظة في حال كانت الولاية التي يعيشون فيها تشهد تمردًا ضد الولايات المتحدة الأمريكية في تلك الأيام. في يومه الأول، حرر الإعلان ملايين المستعبدين، إلا أن ذلك طُبق فقط في تلك الأماكن التي كان يتواجد فيها جيش الاتحاد في الجنوب بشكل فعلي. أسبوعًا تلو الآخر، حُرر العبيد مع تقدم جيش الاتحاد. حُرر آخر المستعبدين في تكساس في «جونتينث» (19 يونيو 1865). لم يُنفذ إبطال العبودية في ولايتين حدوديتين سوى عبر إقرار التعديل الثالث عشر لدستور الولايات المتحدة الأمريكية، الذي أيده لينكولن بحماسة.
في حين نال لينكولن المديح منذ ذلك الحين لإقراره ذلك القانون، كانت جهوده تمثّل تكتيكًا حربيًا. إذ فهم أن تحرير جميع العبيد سيسلب القوة العاملة من الجنوبيين، الأمر الذي من المحتمل أن يشلهم أو سيشكل تهديدًا يرغم الجنوبيين على البقاء في الاتحاد. ولكن بالرغم من ذلك، كان القلق يساوره أيضًا حول «عواقب» أفعاله، إذ تنبأ بتفشي انقسام جذري في الأمة. علاوة على ذلك، دعم لينكولن بالسر بعد مرور عامين في ما كان آخر خطاب يلقيه للعموم، تسبب باغتياله، حق الانتخاب لبعض الأمريكيين الأفارقة في الولايات المتحدة.

## السنوات الأولى
وُلد لينكولن في 12 فبراير 1809، في مقاطعة هاردين كنتاكي. انضمت أسرته إلى كنيسة معموديين منفصلين كانت تمتلك مبادئ أخلاقية صارمة وكانت تعارض الكحول والرقص والعبودية. انتقلت العائلة شمالًا إلى إنديانا على امتداد نهر أوهايو، حيث لم تكن العبودية مسموحة، وبدأت من جديد في ما كان حينها بيري، مقاطعة سبنسر، إنديانا اليوم. أشار لينكولن لاحقًا أن هذه الخطوة كانت جزئيًا «بسبب العبودية» ولكنها كانت بصورة رئيسية بسبب مصاعب تتعلق بحقوق ملكية الأرض.
في سنين شبابه انتقل لينكولن غربًا إلى ولاية إيلينوي الحرة. في 27 يناير 1838، تحدث لينكولن في خطاب ليسيوم إلى شبان ليسيوم سبرينغفيلد، إيلينوي، وتطرق في الخطاب إلى العبودية. قبل سبعة أسابيع، قتل أحد الغوغاء إليجا لوفجوي في إلينوي، وزير بريسبيرتي ومحرر صحيفة تتبنى آراءًا مناهضة للعبودية بشدة. «كان المزاج في إلينوي حين قتل رجل غاضب لوفلوي مؤيدًا للعبودية، لكن ذلك لم يقتصر على إلينوي. أقرت المجالس التشريعية في ولاية كونيكتكت ونيويورك في أواسط ثلاثينيات القرن التاسع عشر قرارًا ينص على قبول دستور الولايات المتحدة للعبودية وأنه لا يحق لأي ولاية التدخل في ذلك». كان لينكولن نفسه واحدًا مما لا يزيد عن ستة أعضاء في مجلس نواب إيلينوي ممن صوتوا ضد قرار ينص على أن «الحق في ملكية العبيد حق مقدس ... (وأننا) نرفض بشدة تشكيل مجتمعات لإلغاء العبودية ... وأن الحكومة العامة لا تستطيع إلغاء العبودية في منطقة كولومبيا. بعد مرور ستة أسابيع، قدّم رفقة النائب دان ستون بيانًا يحتج على تمرير القرار، وهي أداة نادرًا ما تستخدم لتسجيل معارضة قوية».
في عام 1842، تزوج لينكولن ماري تود في سبرينغفيلد، إيلينوي. كانت تود ابنة مالك عبيد في كنتاكي، غير أنها لم تمتلك عبيدًا بنفسها وباتت معارضة للعبودية كبالغة.

## أربعينيات وخمسينيات القرن التاسع عشر

### القانوني والسياسي
نال لينكولن، القائد الذي يقترن اسمه بإنهاء العبودية في الولايات المتحدة، مكانة وطنية في خمسينيات القرن العشرين، في أعقاب ظهور الحزب الجمهوري، الذي كان موقفه الرسمي يتلخص في أن الحرية «طبيعية»، وأنها الشرط الطبيعي لكل المناطق الخاضعة لسيادة الدستور المباشرة، في حين كانت العبودية «استثنائية» ومحلية. في وقت سابق، وبصفته عضوًا في الحزب اليميني في جمعية إيلينوي العامة، أصدر لينكولن احتجاجًا مكتوبًا على تمرير الجمعية قرارًا ينص على عدم إلغاء العبودية في مقاطعة كولومبيا. في عام 1841، فاز بقضية محكمة (بيلي ضد كرومويل)، بعد أن مثّل امرأة سوداء، نانسي ليغينز كوستلي، وأولادها الذين ادعوا أنها تحررت في وقت سابق ولا يمكن بيعها كعبدة.